# Berberis oblonga
Berberis oblonga là một loài thực vật có hoa trong họ Hoàng mộc. Loài này được (Regel) C.K.Schneid. mô tả khoa học đầu tiên năm 1905.